# 2 Skrzydło Bombowe
2 Skrzydło Bombowe (ang. 2nd Bomb Wing – związek taktyczny Sił Powietrznych Stanów Zjednoczonych.
W 2015 wchodzące w skład  8 Armii Lotniczej posiadało 13 samolotów B-52H w 20 dywizjonie bombowym, 13 samolotów w 93 dywizjonie bombowym i 15 w dywizjonie szkolno-bombowym.

## Struktura organizacyjna
W roku 2015:
- dowództwo skrzydła w Barksdale Air Force Base w Luizjanie
- 20 dywizjon bombowy
- 93 dywizjon bombowy
- dywizjon szkolno-bombowy